# Норте-Чико (культура)

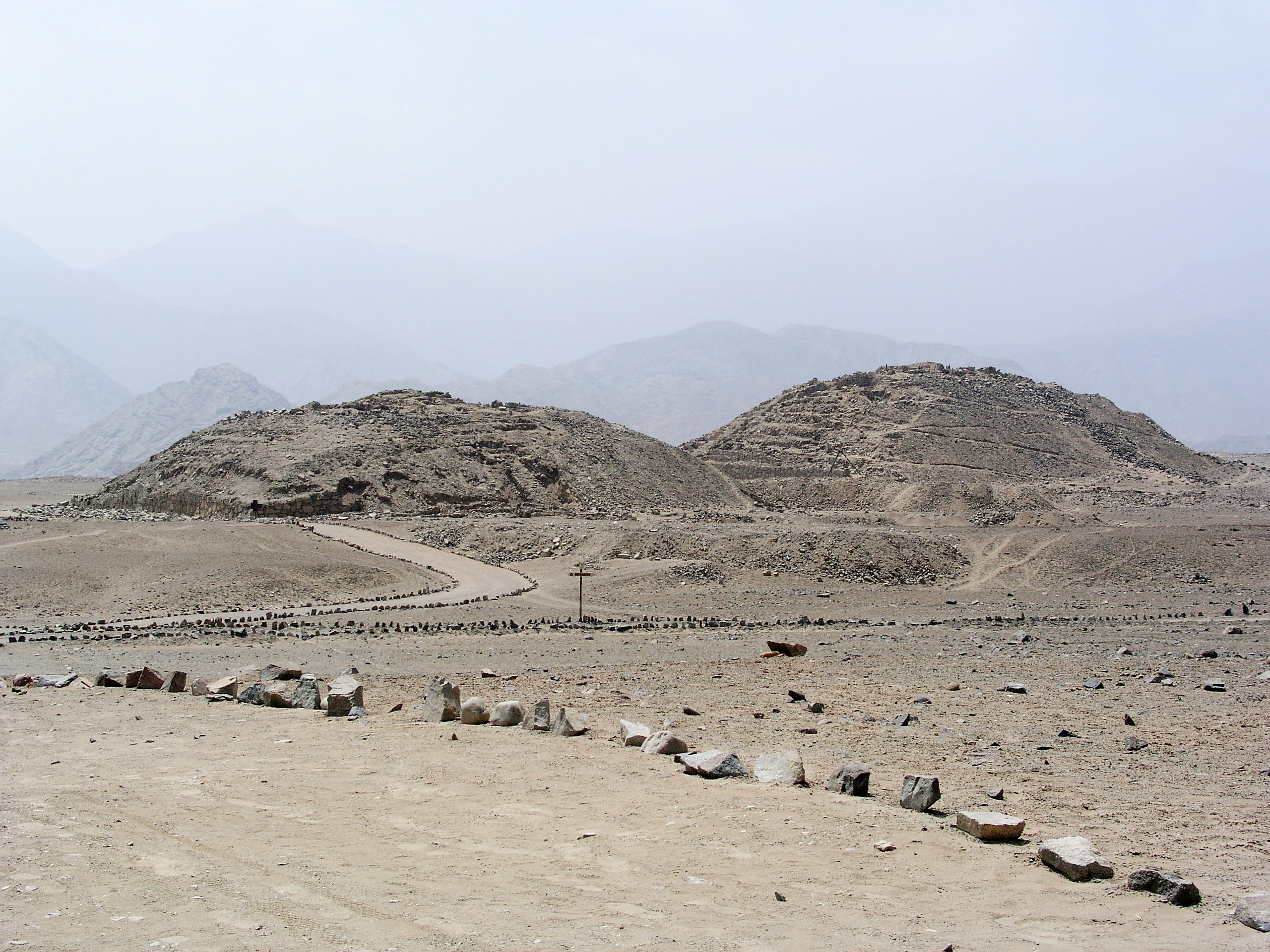
Развалины Каральской цитадели

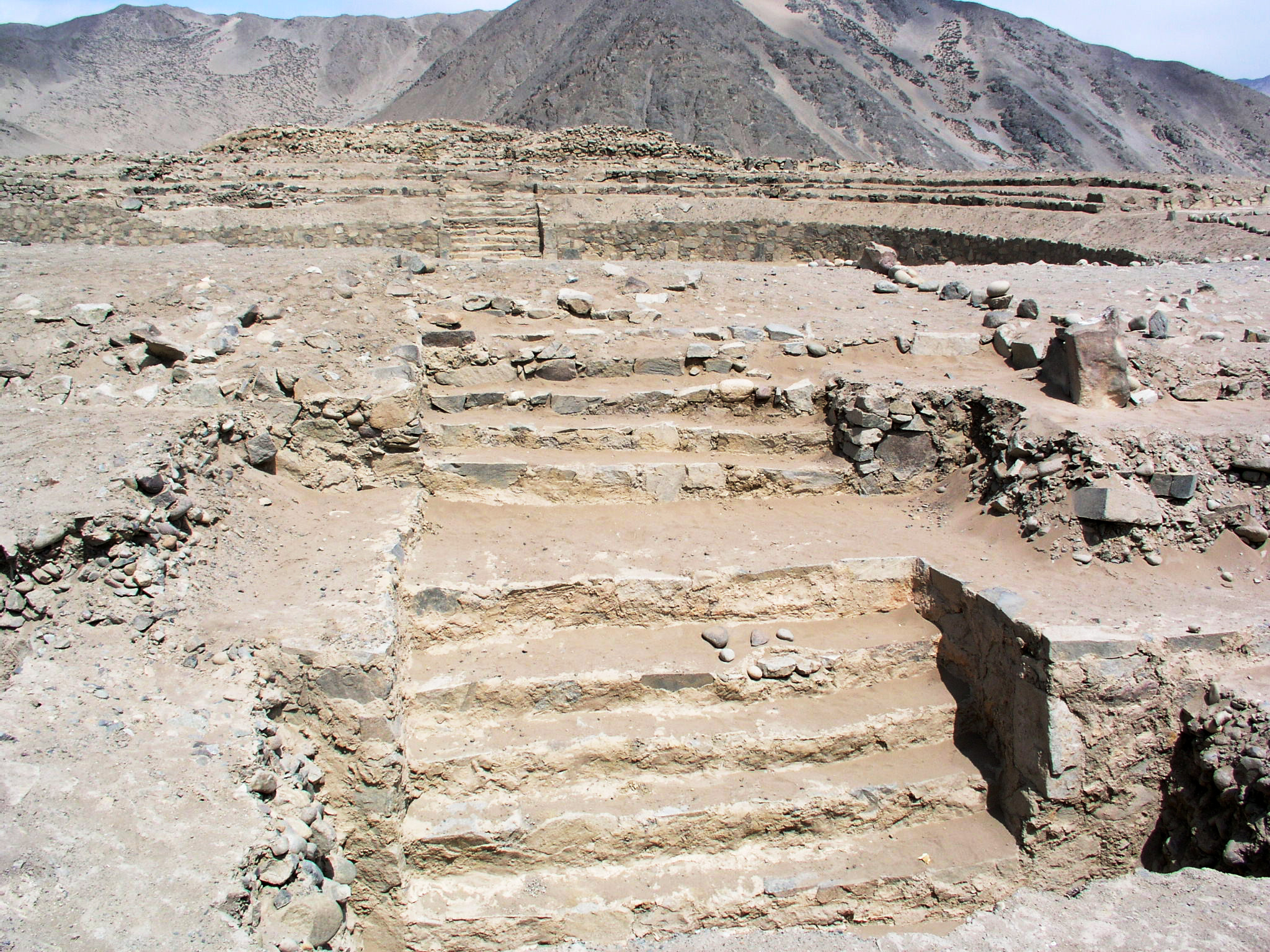
Развалины Каральской пирамиды

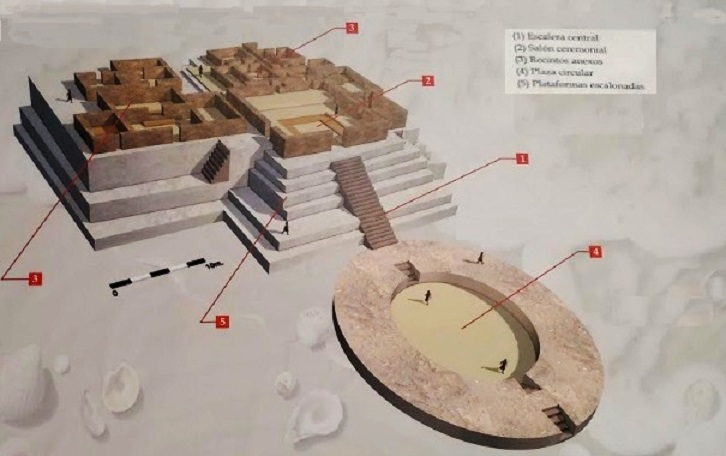
Реконструкция пирамид Асперо

Культура Норте-Чико или культура Караль-Супе (второе название чаще используется в испаноязычной литературе) — доколумбова цивилизация в регионе Норте-Чико на северо-центральном побережье Перу. Это самое древнее из известных доколумбовых государств Америки, процветавшее в период с XXX по XVIII века до н. э., в так называемый докерамический (предкерамический) период (одновременно с возвышением цивилизаций Древнего Египта, Месопотамии и долины Инда). Альтернативное название происходит от названия местности Караль в долине Супе к северу от Лимы, где был обнаружен крупный археологический памятник данной культуры. Караль (город) открыли североамериканские антрополог Пол Косок и археолог Ричард Шедель в 1949 году.
Согласно археологической номенклатуре, Норте-Чико — докерамическая культура позднего архаичного периода; керамика полностью отсутствует, количество произведений искусства чрезвычайно мало. Наиболее впечатляющим достижением культуры Норте-Чико является её монументальная архитектура, включающая холмообразные платформы и круглые площади. Археологические данные позволяют предположить, что данная культура владела технологией изготовления тканей. Возможно, существовало поклонение символам божеств, что характерно и для других андских доколумбовых культур. Предполагается, что для управления Норте-Чико требовалась развитая государственность.
О существовании в этих местах древних поселений археологам стало известно как минимум с 1940-х гг. Наиболее ранние раскопки состоялись в Асперо на побережье, где останки поселения были обнаружены в 1905, и позднее в Карале, дальше от побережья. Перуанские археологи во главе с Рут Шейди Солис представили отчёты о существовании древней цивилизации в конце 1990-х гг., после раскопок в Карале. К данной культуре также относят монументальные сооружения в Бандурриа (Перу, регион Уачо).
Вслед за раскопками последовали публикации в 2001 в журнале «Science», где была опубликована статья о каральской цивилизации, и в 2004 г. в журнале «Nature», где была опубликована статья о работе археологической экспедиции и была приведена датировка радиоуглеродным методом. Данные раскопки вызвали широкий интерес среди археологов и историков. Строения цивилизации Норте-Чико возникли через тысячелетие после появления цивилизации шумеров, были современниками пирамид Древнего Египта и предшествовали месоамериканской ольмекской культуре почти на два тысячелетия.
В 2009 году руины города Караль были внесены в список Всемирного наследия ЮНЕСКО.

## История
До исследования руин Норте-Чико было принято считать, что самым древним развитым обществом Нового Света была Чавинская культура, процветавшая в 900-м году до нашей эры. Она все ещё часто упоминается, как первая высокоразвитая доколумбова цивилизация.
Вместе с расширением временных рамок, открытие культуры Норте-Чико сместило фокус исследований раскопок далеко от горных районов Анд и низин, прилегающих к горам (где в основном располагалась цивилизация инков), до перуанского побережья или прибрежных районов. Археологические памятники Норте-Чико расположены в северо-центральной части побережья, примерно в 150-200 км к северу от города Лима и простираются до долины Лурин на юге и долины Казма на севере. Руины встречаются в четырёх прибрежных долинах: Хуара, Супе, Пативилса и Форталеза; основные памятники располагаются в последних трёх и на общей прибрежной равнине и занимают всего 1800 км², исследования  указывают на высокую плотность населения.
Исследования раскопок демонстрируют уникальное развитие Норте-Чико по сравнению с другими культурами в условиях засушливой окружающей среды, где осадки ограничиваются двумя дождевыми тенями в году. В регионе располагаются более 50 рек, обводняемых тающими в  Андах снегами. Развитие широкомасштабного орошения из этих источников воды рассматривается как решающий фактор появления цивилизации Норте-Чико, поскольку вся монументальная архитектура на разных участках была обнаружена вблизи оросительных каналов.
Радиоуглеродные анализы на участках показали, что 10 из 95 образцов, взятых в районах Пативилса и Форталеза, датируются от 9200 до 3500 годов до нашей эры. Самые старые образцы, датируемые 9210 годом до нашей эры, указывают на существование небольших поселений в ранний архаичный период. В 3700 г. до н.э. появляются первые общественные здания. Начиная с 3200 г. до н.э. архитектура усложняется и становится масштабнее, что указывает на крупное человеческое поселение и коммунальное строительство. Предположительно, на этот период приходится рост культуры Анорте-Чико, которая зародилась в 3500 г. до н.э. в Хуариканге, в районе Форталеза на севере.
Развитие прибрежных и внутренних участков происходило параллельно. Но с 2500 по 2000 год до нашей эры, в период наибольшего расширения, население переместилось в глубь материка, где образовывали крупные поселения-города, по прежнему остававшиеся зависимыми от добычи рыбы и моллюсков. В 1800 г. до н.э. намечается упадок культуры Норте-Чико, что, вероятно, объясняется нехваткой земельных ресурсов и начавшейся миграцией населения в другие регионы. Эти события происходили за тысячу лет до образования чавинской культуры.

## Социальная организация

### Государственность
Скорее всего, общество Норте-Чико представляло собой теократию, но не жестокую. Раскопки показывают возможные свидетельства пиршества с алкоголем и музыкой. Элита была способна мобилизовать и вознаграждать население. Степень централизованности власти трудно установить, но архитектурные схемы строительства свидетельствуют о том, что элита (по крайней мере — в определённых местах и в определённое время) обладала значительной властью: многие образцы крупной монументальной архитектуры были построены в определённое время, в две фазы. В пользу централизованной власти также говорят крупные склады, найденные в Упаке и Пативильке, что является признаком сильной власти, способной контролировать жизненно важные ресурсы, такие как хлопок. Особенность данной культуры уникальна тем, что она первая изобрела сложную модель государственности, а не переняла её у другой, более старой культуры.
Археологические раскопки не нашли признаков милитаризации населения и обороны города, города не страдали от военных действий и нападений. Предполагается, упадок культуры был вызван нехваткой ресурсов, которая привела к исходу населения в другие регионы.

### Экономика
Культура Норте-Чико обладала мощной экономической властью в регионе, контролируя торговлю хлопком и сельскохозяйственной продукцией. При этом основная власть была сосредоточена в городах. Торговая сеть Норте-Чико распространялась на перуанское побережье, где также были обнаружены участки с найденными рыболовными сетями из хлопка и одомашненные растения. Норте-Чико продавала свои ресурсы в обмен на экзотические вещи, например шарниры из Эквадора, яркие красители с Андского нагорья или галлюциногенный табак из Амазонии. Найдены доказательства торговой связи Норте-Чико с жителями сельвы и гор.

### Идеология и культура
Археологи отмечают культурные связи с горными районами. В частности, предполагается наличие связей с религиозной традицией Котоша, на которую указывают особенности архитектуры, подземные круговые суды, ступенчатые пирамиды и последовательные платформы. Религия людей Норте-Чико включала поклонение богам и сверхъестественному. В частности, верховным божеством в данном пантеоне выступал бог-создатель, похожий на Виракоча у инков и других поздних андских культур, хотя это утверждение остаётся спорным. Религия играла в обществе Норте-Чико очень важную роль, люди возводили религиозные храмы и здания для совершения священных церемоний. Храмы периодически перестраивались.